# بول روبرت
بول روبرت (بالفرنسية: Paul Robert)‏ (و. 1910 – 1980 م) هو معجمي، ولغوي، من فرنسا، ولد في الشلف، توفي في موجينس، عن عمر يناهز 70 عاماً.

## روابط خارجية
- بول روبرت على موقع الموسوعة البريطانية (الإنجليزية)